# Ludwik Jurkiewicz
Ludwik Jurkiewicz (ur. 31 lipca 1887 w Kowlu, zm. wiosną 1940 w Charkowie) – pułkownik uzbrojenia Wojska Polskiego, działacz niepodległościowy, kawaler Orderu Virtuti Militari, ofiara zbrodni katyńskiej.

## Życiorys
Urodził się 31 lipca 1887 w Kowlu, ówczesnym mieście powiatowym guberni wołyńskiej, w rodzinie Feliksa i Stefanii z Miaskowskich herbu Bończa. W 1897 rozpoczął naukę w Gimnazjum Rządowym w Łucku. W 1900 „rodzice oddali go” do Korpusu Kadetów w Połocku.
1 września 1904 został przyjęty do Konstantynowskiej Szkoły Artylerii w Petersburgu. 14 czerwca 1907, po ukończeniu szkoły, został mianowany podporucznikiem i wcielony do 3 wschodniosyberyjskiego dywizjonu moździerzy w Niżnieudinsku, który wchodził w skład 3 Syberyjskiego Korpusu Armijnego. W dywizjonie powierzono mu obowiązki instruktora szkoły podoficerskiej. 1 października 1909 został przeniesiony do 7 Wschodniosyberyjskiej Brygady Artylerii Strzelców, w której także objął funkcję instruktora szkoły podoficerskiej. 18 lipca 1914 został wyznaczony na stanowisko starszego oficera 3. baterii 12 Wschodniosyberyjskiej Brygady Artylerii Strzelców. W latach 1914–1917, w szeregach armii rosyjskiej, walczył na frontach I wojny światowej, awansujac na kolejne stopnie: porucznika (30 września 1910), sztabskapitana (14 października 1914) i kapitana (5 października 1916).
W latach 1917–1920 walczył w I Korpusie Polskim w Rosji, a następnie w Wojsku Polskim na Syberii. Od sierpnia 1918, w powołanym wówczas Dowództwie Wojsk Polskich we Wschodniej Rosji i Syberii, kierował Wydziałem V Artylerii. Od grudnia 1918 do stycznia 1920 dowodził I dywizjonem 5 pułku artylerii polowej, który wchodził w skład 5 Dywizji Strzelców Polskich. Równocześnie, od 24 grudnia 1919, był komendantem pociągu pancernego „Poznań II”, który został zdobyty w walce ze zbuntowanymi oddziałami admirała Kołczaka na stacji kolejowej Tajga. 10 stycznia 1920, po kapitulacji Wojsk Polskich, uniknął bolszewickiej niewoli i podjął próbę dotarcia z Klukwiennej do Mandżurii. 4 marca 1920 przybył do Harbinu. 15 kwietnia wypłynął z portu Dairen na pokładzie parowca „Jarosław”. 1 sierpnia 1920 przypłynął do Gdańska.
12 lipca 1920, w Grudziądzu, objął dowództwo dyonu syberyjskiego artylerii w składzie Brygady Syberyjskiej. 23 października 1920 został zatwierdzony w stopniu podpułkownika z dniem 1 kwietnia 1920 „w kawalerii, w grupie byłych Korpusów Wschodnich i byłej armii rosyjskiej”. Od 1 stycznia do 1 marca 1921 był słuchaczem kursu dowódców dywizjonów w Toruniu. 25 czerwca 1921 został wyznaczony na stanowisko dowódcy 30 pułku artylerii polowej we Włodawie, a we wrześniu tego roku zatwierdzony na tym stanowisku. 3 maja 1922 został zweryfikowany w stopniu podpułkownika ze starszeństwem z dniem 1 czerwca 1919 i 18. lokatą w korpusie oficerów artylerii. 31 marca 1924 prezydent RP nadał mu stopień pułkownika ze starszeństwem z dnia 1 lipca 1923 i 5. lokatą w korpusie oficerów artylerii. Od 27 września do 27 listopada 1924 był słuchaczem II kursu unitarnego dla dowódców pułków w Doświadczalnym Centrum Wyszkolenia w Rembertowie. W marcu 1929 został wyznaczony na stanowisko szefa 2 Okręgowego Szefostwa Uzbrojenia w Lublinie. W styczniu 1931 został przeniesiony z korpusu oficerów artylerii do korpusu oficerów uzbrojenia, z pozostawieniem na zajmowanym stanowisku oraz starszeństwem z dniem 1 lipca 1923 i 1,1 lokatą. W sierpniu 1931 został zwolniony z zajmowanego stanowiska i pozostawiony bez przynależności służbowej z równoczesnym oddaniem do dyspozycji dowódcy Okręgu Korpusu Nr II. Z dniem 30 listopada 1931 został przeniesiony w stan spoczynku. W 1934 jako oficer stanu spoczynku pozostawał w ewidencji Powiatowej Komendy Uzupełnień Biała Podlaska. Posiadał przydział mobilizacyjny do Oficerskiej Kadry Okręgowej Nr IX i był wówczas „przewidziany do użycia w czasie wojny”.
W czasie kampanii wrześniowej 1939 po agresji ZSRR na Polskę dostał się do niewoli sowieckiej. Przebywał w obozie w Starobielsku. Wiosną 1940 został zamordowany przez funkcjonariuszy NKWD w Charkowie i pogrzebany w Piatichatkach, gdzie od 17 czerwca 2000 mieści się oficjalnie Cmentarz Ofiar Totalitaryzmu w Charkowie.
26 stycznia 1929 we Włodawie ożenił się z Józefą Amelią z Kubickich. Małżeństwo nie miało własnych dzieci, ale wychowywało dwójkę dzieci brata Józefy, który poległ w czasie I wojny światowej: Barbarę (ur. ok. 1913) i Antoniego (ur. ok. 1914).
Postanowieniem nr 112-48-07 Prezydenta RP Lecha Kaczyńskiego z 5 października 2007 został awansowany pośmiertnie na stopień generała brygady. Awans został ogłoszony 9 listopada 2007 w Warszawie, w trakcie uroczystości „Katyń Pamiętamy – Uczcijmy Pamięć Bohaterów”.

## Ordery i odznaczenia
- Krzyż Srebrny Orderu Wojskowego Virtuti Militari nr 3781 – 1921[25][26]
- Krzyż Niepodległości – 2 sierpnia 1931 „za pracę w dziele odzyskania niepodległości”[27][28][29]
- Krzyż Walecznych po raz pierwszy, drugi, trzeci i czwarty[30][31]
- Krzyż Walecznych po raz drugi, trzeci i czwarty „za czyny orężne w bojach b. 5-ej Dywizji Wojsk Polskich na Syberii”[32][33]
- Amarantowa wstążka[34]
- Medal Pamiątkowy za Wojnę 1918–1921 – 10 listopada 1928[35]
- Medal Dziesięciolecia Odzyskanej Niepodległości – 20 listopada 1928[35]
- Medal Zwycięstwa („Médaille Interalliée”) – 4 czerwca 1925[36][37][38]
- Medal Pamiątkowy Wielkiej Wojny – 1931[39]
- Order Świętego Włodzimierza 4 stopnia z mieczami[40]
- Order Świętej Anny 2 stopnia z mieczami i kokardą[40]
- Order Świętego Stanisława 2 stopnia z mieczami i kokardą[40]
- Order Świętej Anny 3 stopnia z mieczami i kokardą[40]
- Order Świętego Stanisława 3 stopnia z mieczami i kokardą[40]
- Order Świętej Anny 4 stopnia[40]
- Oręż Świętego Jerzego[40]